# Liste der Monuments historiques in Bonviller
Die Liste der Monuments historiques in Bonviller führt die Monuments historiques in der französischen Gemeinde Bonviller auf.

## Liste der Objekte
| Bezeichnung               | Beschreibung                  | Standort                       | Kennzeichnung | Schutzstatus | Datum | Bild |
| ------------------------- | ----------------------------- | ------------------------------ | ------------- | ------------ | ----- | ---- |
| Skulptur Heiliger Blasius | Stein, 15. Jahrhundert        | in der Kirche St-Blaise (Lage) | PM54001235    | Classé       | 2000  |      |
| Skulptur Heilige Agatha   | Holz, farbig gefasst, um 1700 | in der Kirche St-Blaise (Lage) | PM54001430    | Inscrit      | 1974  |      |